# Mark Sapir
Mark Sapir (12 de fevereiro de 1957) é um matemático russo-estadunidense, que trabalha com teoria geométrica de grupos, teoria do semigrupos e álgebra combinatória. É Centennial Professor of Mathematics no Departamento de Matemática da Universidade Vanderbilt.

## Formação e carreira
Sapir obteve a graduação em matemática na Universidade Estatal dos Urais em 1978. Obteve um doutorado em matemática (Candidato de Ciências), conjuntamente com a Universidade Estatal dos Urais e Universidade Pedagógica Estatal de Moscou em 1983, orientado por Lev Shevrin.
Foi depois professor da Universidade Estatal dos Urais, Instituto Pedagógico Sverdlovsk e Universidade de Nebraska-Lincoln, antes de tornar-se professor de matemática da Universidade Vanderbilt em 1997. Foi apontado Centennial Professor of Mathematics em Vanderbilt em 2001.
Sapir foi palestrante convidado do Congresso Internacional de Matemáticos em Madrid (2006: Algorithmic and asymptotic properties of groups).
Sapir fundou o Journal of Combinatorial Algebra, publicado pela European Mathematical Society.
Foi organizada uma conferência matemática especial em comeoração a seu aniversário de 60 anos na Universidade de Illinois em Urbana-Champaign em maio de 2017.
Sua filha mais velha, Jenya Sapir, é também matemática, primeira orientada de Maryam Mirzakhani.

## Publicações selecionadas
- Guba, Victor; Sapir, Mark (1997). «Diagram groups». Memoirs of the American Mathematical Society. 130 (620). MR 1396957. doi:10.1090/memo/0620
- Sapir, Mark V.; Birget, Jean-Camille; Rips, Eliyahu (2002). «Isoperimetric and isodiametric functions of groups». Annals of Mathematics. Second Series. 156 (2): 345–466. MR 1933723. arXiv:math/9811106. doi:10.2307/3597196
- Birget, Jean-Camille; Ol'shanskii, Alexander Yu.; Rips, Eliyahu; Sapir, Mark V. (2002). «Isoperimetric functions of groups and computational complexity of the word problem.». Annals of Mathematics. Second Series. 156 (2): 467–518. MR 1933724. arXiv:math/9811105. doi:10.2307/3597195
- Olʹshanskii, Alexander Yu.; Sapir, Mark V. (2002). «Non-amenable finitely presented torsion-by-cyclic groups». Publications Mathématiques de l'IHÉS. 96 (2003): 43–169. MR 1985031
- Borisov, Alexander; Sapir, Mark (2005). «Polynomial maps over finite fields and residual finiteness of mapping tori of group endomorphisms». Inventiones Mathematicae. 160 (2): 341–356. MR 2138070. arXiv:math/0309121. doi:10.1007/s00222-004-0411-2
- Drutu, Cornelia; Sapir, Mark (2008). «Groups acting on tree-graded spaces and splittings of relatively hyperbolic groups». Advances in Mathematics. 217 (3): 1313–1367. MR 2383901. doi:10.1016/j.aim.2007.08.012